# Asymbolus pallidus
Asymbolus pallidus es una especie de peces de la familia Scyliorhinidae en el orden de los Carcharhiniformes.

## Morfología
• Los machos pueden llegar alcanzar los 43,9 cm de longitud total.

## Reproducción
Es ovíparo.

## Hábitat
Es un pez de mar  que vive entre 225-402 m de profundidad.

## Distribución geográfica
Se encuentra en Queensland (Australia ).